# Friedrichsruh (Mistelgau)
Friedrichsruh ist ein Gemeindeteil der Gemeinde Mistelgau im Landkreis Bayreuth (Oberfranken, Bayern). Friedrichsruh liegt in der Gemarkung Obernsees.

## Geografie
Die Einöde liegt am Seitenbach (auch Eschenbach oder Feilbrunnenbach genannt), einem rechten Zufluss der Truppach. Etwa einen Kilometer ostsüdöstlich liegt die Anhöhe Brunnberg (498 m ü. NHN). Nördlich des Ortes liegt die Flur Lehen, ca. 0,5 km östlich das Waldgebiet Ottenreut. Die Staatsstraße 2186 führt nach Obernsees (1,1 km südwestlich) bzw. an Engelmeß vorbei nach Tröbersdorf (4,5 km nordöstlich).

## Geschichte
Dem Ortsnamen nach zu schließen wurde der Ort im 18. Jahrhundert gegründet. Die Endung -ruh wurde anfänglich im 17./18. Jahrhundert für fürstliche Residenzen oder Landsitze verwendet. Prominentestes Beispiel ist Karlsruhe. In der Folgezeit wurde diese Mode von Privatleuten übernommen.
Friedrichsruh gehörte zur Realgemeinde Obernsees. Gegen Ende des 18. Jahrhunderts bestand Friedrichsruh aus einem Anwesen. Die Hochgerichtsbarkeit stand dem bayreuthischen Stadtvogteiamt Bayreuth zu. Grundherr des Söldengutes war das Rittergut Mengersdorf.
Von 1797 bis 1810 unterstand der Ort dem Justiz- und Kammeramt Bayreuth. Mit dem Gemeindeedikt wurde Friedrichsruh dem 1812 gebildeten Steuerdistrikt Truppach und der im gleichen Jahr gebildeten Ruralgemeinde Obernsees zugewiesen. Am 1. Mai 1978 wurde Friedrichsruh im Zuge der Gebietsreform in Bayern in die Gemeinde Mistelgau eingegliedert.

### Baudenkmal
- Kilometerstein

### Einwohnerentwicklung
| Jahr      | 001819 | 001861 | 001871 | 001885 | 001900 | 001925 | 001950 | 001961 | 001970 | 001987 |
| Einwohner | 5      | 6      | 7      | 8      | 7      | 5      | 7      | 4      | 5      | 0      |
| Häuser    |        |        |        | 1      | 1      | 1      | 1      | 1      |        | 1      |
| Quelle    | [ 10 ] | [ 11 ] | [ 12 ] | [ 13 ] | [ 14 ] | [ 15 ] | [ 16 ] | [ 17 ] | [ 18 ] | [ 1 ]  |

## Religion
Friedrichsruh ist evangelisch-lutherisch geprägt und nach St. Jakob (Obernsees) gepfarrt.